# Chronologie de la télévision française des années 1940
 (mai 2025).
Si vous disposez d'ouvrages ou d'articles de référence ou si vous connaissez des sites web de qualité traitant du thème abordé ici, merci de compléter l'article en donnant les références utiles à sa vérifiabilité et en les liant à la section « Notes et références ».
Cette page présente une chronologie de la télévision française des années 1940. Elle rassemble les évènements et les productions françaises ou étrangères (séries, feuilletons, émissions...) qui se sont montrés remarquables pour une raison ou une autre.
Les programmes cités ci-dessous sont indiqués suivant leur année d'apparition ou de première diffusion. Ils peuvent cependant apparaître une seconde fois, en certaines circonstances, comme le changement d'acteur principal pour une série, de présentateur pour une émission, avec indication de cette modification.

## Évènements notables
- Juin 1940 : Sabotage de l'émetteur LMT 455 lignes de la Tour Eiffel.
- 30 septembre 1943 : Inauguration officielle des émissions télévisées de « Fernsehsender Paris » qui émet depuis le 7 mai 1943. Elle cessera le 16 août 1944.
- 1er octobre 1944 : Reprise de la diffusion de la Télévision française en 441 lignes en circuit fermé.
- 1er octobre 1945 : RDF Télévision française émet à nouveau depuis l'émetteur LMT 441 lignes de la Tour Eiffel.
- 17 décembre 1946 : Premier bulletin météorologique télévisé.
- 5 juin 1947 : Spectacle de variétés retransmis en direct du Théâtre des Champs-Élysées à Paris.
- Octobre 1947 : Diffusion régulière de 12 heures de programmes hebdomadaires.
- 25 juillet 1948 : L'arrivée du Tour de France est retransmise par la télévision en direct depuis le Parc des Princes. Jacques Sallebert commente les images.
- 20 novembre 1948 : Adoption du standard de diffusion à 819 lignes, mais le 441 lignes restera exploité parallèlement jusqu'en 1956.
- 24 décembre 1948 : la première Messe télévisée à la Cathédrale Notre-Dame de Paris.
- 9 février 1949 : Alors que la Radiodiffusion française (RDF) devient la Radiodiffusion-télévision française (RTF), RDF Télévision française devient RTF Télévision.
- 25 mai 1949 : Deux speakerines sont recrutées sur concours (Jacqueline Joubert et Arlette Accart).
- 29 juin 1949 : Premier journal télévisé présenté par Pierre Sabbagh.
- 30 juillet 1949 : Institution de la redevance sur les récepteurs de télévision.

## Émissions

### Émissions sur le cinéma
- 1947 : Cinéma à paris (de François Chalais) (première émission sur le cinéma)
- 1948 : L'histoire du cinéma français (de Georges Charensol et Pierre Brive)
- 1948 : les grands thème du cinéma (d'Odile Charton)
- 1948 : l'actualité du film (de Hubert Knapp)
- Mars 1949 : Reflet du cinéma (de François Chalais)
- 1949 : les rois de la nuit (de Pierre Viallet)
- 1949 : Le Magazine du cinéma (de Robert de Chazal et Henri Spade)

### Émissions culturelles
- 1946 : La création du monde (présenté par Pierre Sabbagh)
- Octobre 1946 : Paris Cocktail de Jacques Chabannes et Roger Féral.

### Émissions de divertissement
- 1948 : Le Cabaret de la plume d'autruche (Agnès Capri)
- 1948 : Rue des marronniers (Mireille)
- Janvier 1949 : Radio-parade (d'Aimé Mortimer)
- 11 février 1949 : Music-hall parade (Gille Margaritis)
- 12 mars 1949 : Reflets de Paris (André Hugues)
- Avril 1949 : Changement de décor (Jean Nohain et André Leclerc)

### Émissions documentaires
- Octobre 1949 : Les villages de Paris

### Émissions d'information
- 1945 : Télé-Journal (Présenté par Pierre Paraf)
- Décembre 1946 : La Femme chez elle (premier émission féminin)
- 29 juin 1949 : Journal télévisé (créé par Pierre Sabbagh)
- 9 octobre 1949 : Début des émissions religieuses du dimanche matin.

### Émissions destinées à la jeunesse
- 1947 : Les Beaux Jeudis (la première émission de télévision française pour la jeunesse)
- 1949 : Les Aventures de Télévisius